# 강산 (배우)
강산(본래 강민재 1997년 10월 28일 ~ )은 대한민국의 배우이다. 
- 남동생은 아역 연기자 출신의 강빛이다.

## 학력
- 인천부곡초등학교
- 청천중학교
- 서울공연예술고등학교 연기예술과
- 명지전문대학 연극영상과

## 출연작

### 드라마
- 2002년 MBC 《위기의 남자》 ... 이가을 역
- 2002년 KBS1 《인생화보》 ... 신성재 역
- 2003년 MBC 《앞집 여자》 ... 금동 역
- 2003년 KBS2 《드라마시티 - 오줌장군》 ... 건주 역
- 2003년 KBS2 《상두야 학교가자》 ... 어린 채지환 역
- 2003년 KBS1 《찔레꽃》 ... 어린 김수철 역
- 2004년 KBS2 《드라마시티 - 그 남자가 수상하다》 ... 제호 역
- 2004년 KBS1 《불멸의 이순신》 ... 어린 날발 역
- 2005년 KBS2 《부활》 ... 어린 유신혁 / 유강혁 역
- 2005년 SBS 《여왕의 조건》 ... 한우주 역
- 2005년 SBS 《불량 주부》
- 2005년 MBC 《달콤한 스파이》
- 2005년 MBC 《김약국의 딸들》
- 2006년 KBS2 《구름계단》
- 2007년 KBS2 《마왕》 ... 어린 오승하 역
- 2007년 MBC 《이산》 ... 은전군 역
- 2007년 SBS 《마녀유희》 ... 마파란 역
- 2007년 KBS1 《산 너머 남촌에는》 ... 나동녘 역
- 2009년 MBC 《선덕여왕》 ... 어린 진평왕(김백정) 역
- 2011년 SBS 《뿌리깊은 나무》 ... 어린 세종 역

### 영화
- 2003년 《하늘정원》 ... 박노아 역
- 2004년 《귀신이 산다》 ... 어린 박필기 역
- 2006년 《모두들, 괜찮아요?》 ... 병국 역
- 2006년 《예의없는 것들》 ... 꼬마 역
- 2006년 《라디오 스타》 ... 순대국밥집 아들 호영 역
- 2007년 《특별시 사람들》 ... 삼남 역
- 2008년 《미인도》 ... 어린 윤복 역
- 2008년 《하늘을 걷는 소년》 ... 소년 역
- 2009년 《토끼와 리저드》 ... 어린 은설 역
- 2015년 《어떤 가족》 ... 민구 역

### 예능
- 2016년 《소년 24》

### 뮤지컬
- 2019년 《올슉업》 ... 딘 역
- 2021년 《즐풍목우》

## 광고
- 2003년 한국 까르푸